# Fromage de Roncal
Pour les articles homonymes, voir Roncal.
Le fromage de Roncal est un fromage espagnol au lait de brebis, fabriqué dans la vallée de Roncal dans les Pyrénées navarraises.
Ce fromage est protégé par un AOP européen depuis 1996.

## Origines du Roncal
Ce fromage est fabriqué dans la vallée du Roncal en Navarre, dans les communes d'Uztárroz, Isaba, Urzainqui, Roncal, Garde, Vidángoz et Burgui.

## Caractéristiques de fabrication
Le lait utilisé provient de brebis de races Lacha, qui est montagnarde et a de grands rendements de lait, et Rasa, qui est également adaptée au rude climat de montagne, ainsi que du croisement F1 Lacha X Milchschaf.
Les différentes étapes de fabrication, qui ont lieu de décembre à juillet, sont la coagulation du lait (à une température du caillé comprise entre 30 et 37 °C), le découpage, l'égouttage, le moulage, le salage et la maturation.

## Aspect du Roncal
De forme cylindrique entre 8 et 12 cm de haut, il a une croûte épaisse grise. À l'issue d'un affinage de quatre mois, son poids est de 2 à 3 kilos. Ce fromage crémeux a un goût assez fort et un peu piquant.Il est de goût plus prononcé après un affinage de 6 à 8 mois ; sa texture est alors dure, proche de celle du Parmesan. On le coupe en tranche fine ce qui rehausse sa saveur. C'est alors qu'il devient meilleur.

## Informations nutritionnelles
Le fromage de Roncal est riche en lipides, en protéines et en calcium.